# 민나온
민나온(1988년 11월 5일~)은 대한민국의 골프 선수이다.